# Лэндон, Тина
Ти́на Лэ́ндон (англ. Tina Landon; 6 января 1963, Ланкастер, Калифорния, США) — американская танцовщица

, хореограф и актриса

.

## Биография
Тина Лэндон родилась 6 января 1963 года в Ланкастере (штат Калифорния, США), где обучалась джазовому танцу, балету и чечётке.
Тина начала карьеру танцовщицы в качестве одной из Laker Girls в 1980-х годах, когда хореографом была Пола Абдул. В 1990 году Лэндон находилась в турне Джанет Джексон «Rhythm Nation 1814 Tour». Она была хореографом в её двух последующих турне — «Janet World Tour» в 1993 году и «The Velvet Rope Tour» в 1998 году, за которое она получила номинацию на «Эмми» за «Выдающуюся хореографию».
Позже Тина работала с такими артистами, как Принс, Анастейша, Мия, P!nk, Джей-Зи, Марк Энтони, Кристи Ямагучи, «Aerosmith», Дженнифер Лопес, Кристина Агилера, Рики Мартин, Майкл Джексон, Шакира, «Pussycat Dolls», Тина Тёрнер, Бритни Спирс, Рианна и Сиара.
Тина даёт мастер-классы в «The Millennium Dance Complex» в Северном Голливуде и в «Triple Threat Dance convention» в Канаде.

## Избранная фильмография
| Год  |   | Русское название       | Оригинальное название | Роль          |
| ---- | - | ---------------------- | --------------------- | ------------- |
| 2016 | с | Мыслить как преступник | Criminal Minds        | плачущая мать |